# Bornes milliaires de Roquefort-des-Corbières
Les bornes milliaires de Roquefort-des-Corbières sont des bornes milliaires de  la Via Domitia en France.

## Description
Quatre bornes milliaires sont aujourd'hui implantées sur le site de la Clotte au sud-ouest du bourg de Roquefort. Elles étaient à l'origine dressées au bord de la Via Domitia , notamment au lieu-dit La Courtine (situé au Nord-Est du village de Roquefort-des-Corbières) et ont été déplacées et réemployées au Moyen Âge, probablement entre le Xe et le XIVe siècle. Deux d'entre elles datent de l'époque d'Auguste (1er Empereur qui régna de 27 av. J.-C. à 14 apr. J.-C.) et sont intactes. La borne milliaire d'Auguste référencée CIL 17-02, 00291 indique les milles depuis la ville de Rome, l'une en passant par Fréjus, l'autre en passant par Vaison-la-Romaine. Les deux autres donnent les distances depuis Narbonne. La troisième borne est datée des empereurs Constantin et Licinien, au IVe siècle après J-C. Il y a aussi un quatrième fragment de borne, anépigraphe celui-là (sans inscription). Les bornes sont classées au titre des monuments historiques depuis le 26 février 1974.

## Description d'une borne
La borne milliaire d'Auguste référencée CIL 17-02, 00292 porte l'inscription suivante (en grande partie effacée aujourd'hui)

« IMP. CAESAR

DIV F(ilius) AUGUST(us)

P(ater) P(atriae) PONTIFEX MAX(imus)

COS XIII TRIBUNIC (ia)

POTEST (ate) XXII IMP(erator) XIIII

XVI »

qu'on peut traduire :

« À l’Empereur AUGUSTE,

Fils du Divin CAESAR,

Père de la Patrie, Souverain Pontife,

12 fois Consul,

21 fois Tribun, Empereur depuis 14 ans

XVI »

## Localisation
Les bornes sont situées sur la commune de Roquefort-des-Corbières aux coordonnées GPS suivantes 42°58'32.7"N 2°55'24.2"E
11540 Roquefort-des-Corbières
https://goo.gl/maps/Kc3ZWJhgbPytjCmQ8

## Historique
Les Romains plaçaient des bornes numérotées le long des voies de circulation. Comme des bornes kilométriques, les bornes milliaires permettaient de se repérer sur un parcours. Elles étaient espacées de 1 000 double-pas, soit 1 481,5 mètres (1 pas = 0,74 mètre).
Ce site est découvert par Théodore Marty en 1869 : la plupart des archéologues de l'époque voient dans ses ruines les vestiges d'un relais d'étape (mutatio ou mansio), preuve du passage de la Via Domitia sur le site de la Clotte. Cette hypothèse fut démentie par les fouilles de l'archéologue Yves Solier à la fin des années 1960. 
Les observations des prospections aériennes ont montré que la route aménagée pas Domitius Ahenobarbus, proconsul de la province narbonnaise, passait par la plaine à proximité du littoral et non en ces lieux escarpés.